# آلفرد هردلیچکا

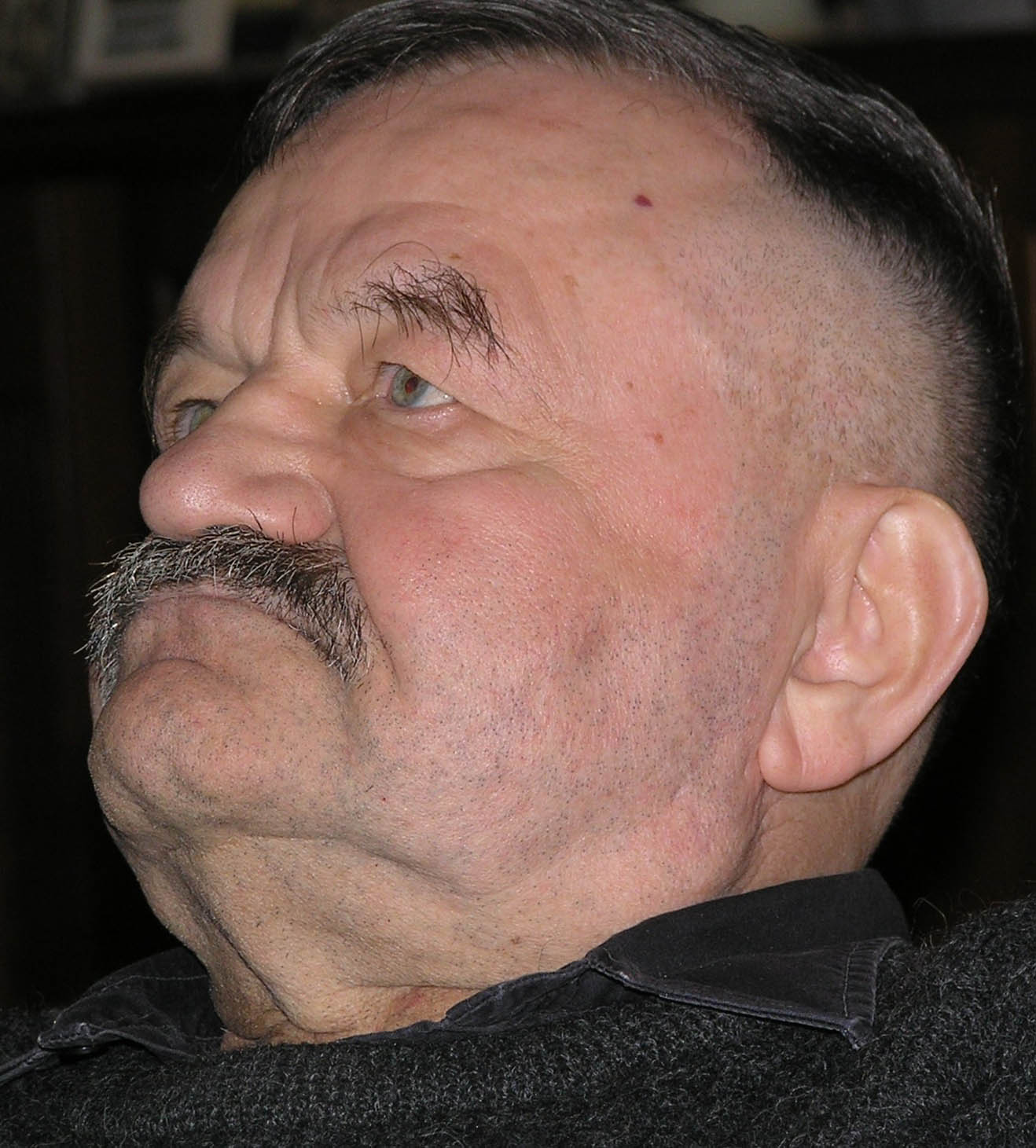
آلفرد هردلیچکا، ۲۰۰۵

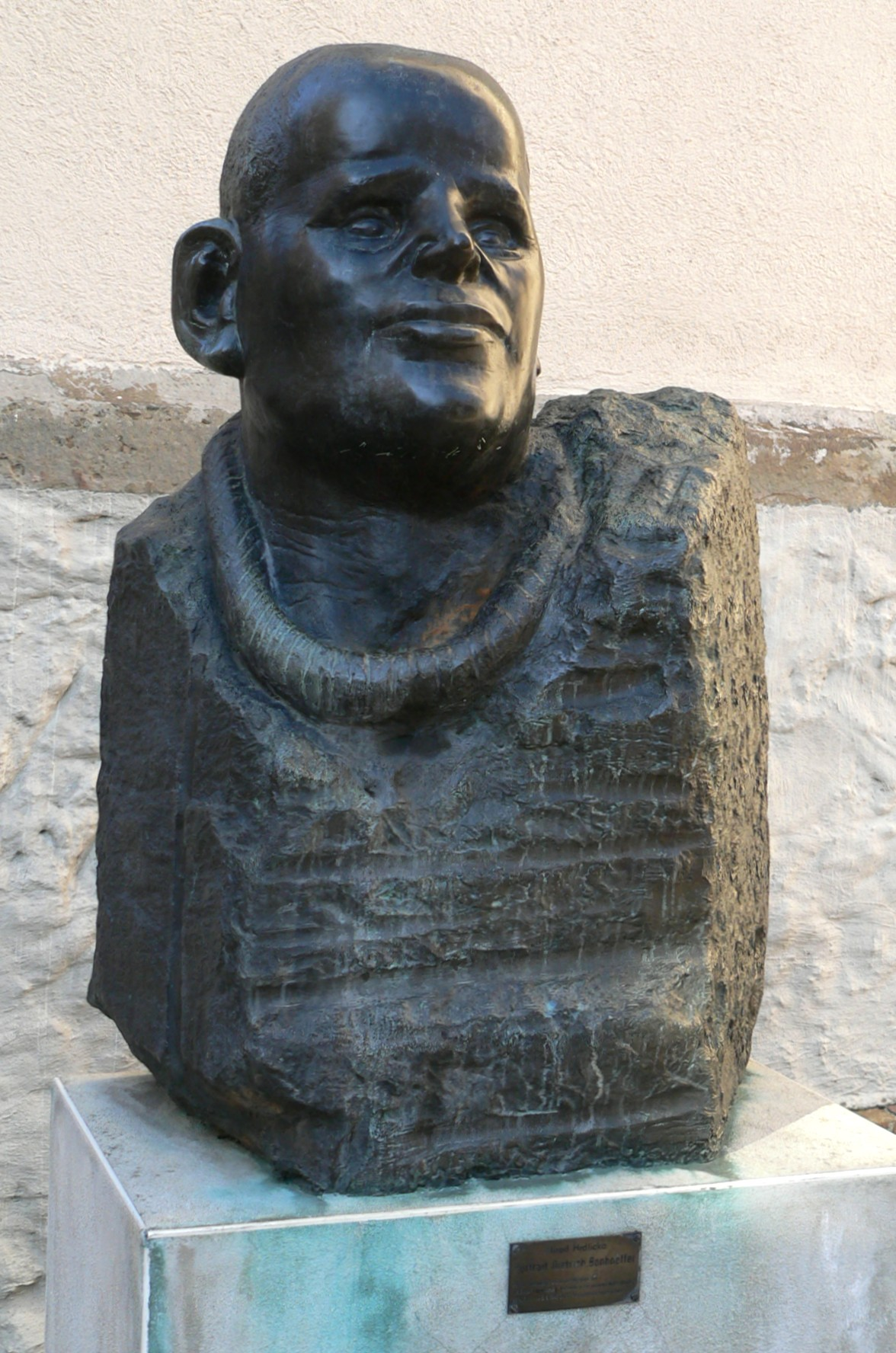

آلفرد هردلیچکا (به آلمانی: Alfred Hrdlicka)، مجسمه‌ساز، نقاش و گرافیست اتریشی و یکی از مهم‌ترین مجسمه‌سازان عصر حاضر که با مجسمه‌ها، طرح‌ها و گرافیک‌هایش شهرت یافت.
درونمایه بسیاری از آثار هردلیچکا یادآوری بی‌عدالتی‌های روی‌داده در طول تاریخ است.

## زندگی‌نامه
هردلیچکا همواره در بحث‌های جاری در جامعه شرکت می‌کرد و با مجسمه‌های خود به جدل سیاسی دامن می‌زند. برای نمونه، اثر وی «مجسمه یادبود برای کارل رنر» که در خیابان رینگ در وین (۱۹۶۷) واقع شده و بنای یادبود علیه جنگ و فاشیسم (۱۹۸۸ تا ۱۹۹۱) که در میدان آلبرتین وین قرار دارد، در دوره خود آثاری بحث‌انگیز بودند.
هردلیچکا در بسیاری از کارهای خود به جنگ و فاشیسم می‌پرداخت. وی در شهر ووپرتال در آلمان بنای یادبودی برای فریدریش انگلس آفرید، اندیشمندی که همراه با کارل مارکس «مانیفست کمونیستی» را تألیف کرده بود. از آثار دیگر وی بنای یادبود جنگ برای شهر هامبورگ است. آلفرد هردلیچکا از سال ۱۹۴۷ تا سال ۱۹۵۶ عضو حزب کمونیست اتریش بود و ازین رو مخالفان سیاسی‌اش به او تهمت طرفداری از «استالینیسم» را زدند.
هردلیچکا در روز شنبه ۵ دسامبر ۲۰۰۹ در سن ۸۱ سالگی در وین درگذشت.
رئیس‌جمهور اتریش، هاینتس فیشر، از آلفرد هردلیچکا به عنوان شخصیت هنری برجسته و مجسمه‌سازی فوق‌العاده تقدیر کرد. فیشر گفت: «هردلیچکا در سراسر عمر خود در حال مبارزه با فاشیسم و یهودی‌ستیزی بود.»
وزیر فرهنگ اتریش، خانم کلاودیا اشمید، از او به عنوان «قهرمان هنر بین‌المللی» نام برد و گفت: «آثار وی همیشه چیزی بیش از یادبود و هشدار نسبت به بی‌عدالتی‌های روی‌داده در طول تاریخ بودند.» وی افزود: «هردلیچکا به هنر خود به مثابه رسالتی سیاسی می‌نگریست؛ رسالتی برای بهبود بخشیدن به وضعیت جهان. هنر او همیشه این ضرورت را به ما یادآوری خواهد کرد. اتریش یکی از مهم‌ترین هنرمندان خود را از دست داد.»